# Chirocephalus sinensis
Chirocephalus sinensis är en kräftdjursart som beskrevs av Thiele 1907. Chirocephalus sinensis ingår i släktet Chirocephalus och familjen Chirocephalidae. Inga underarter finns listade i Catalogue of Life.